# Notre-Dame de Paris (balletto)
Notre-Dame de Paris è un balletto in due atti di Roland Petit su colonna sonora di Maurice Jarre, tratto dall'omonimo romanzo di Victor Hugo e debuttato all'Opéra Garnier di Parigi nel 1965.

## Storia del balletto
Notre-Dame de Paris fu il primo balletto coreografato da Roland Petit per il Balletto dell'Opéra di Parigi, la compagnia di danza che aveva lasciato vent'anni prima. Il balletto, con scenografie di René Allio e costumi di Yves Saint Laurent, fu un successo e fu più volte replicato negli anni successivi. Il cast originale comprendeva lo stesso Petit nel ruolo di Quasimodo, Claire Motte nella parte di Esmeralda, Cyril Atanassoff nei panni di Frollo e Jean-Pierre Bonnefoux come Phoebus; dopo che Petit aveva lasciato il cast, Atanassoff gli subentrò nel ruolo di Quasimodo.
Nella stagione 2012/2013 il balletto fu riproposto al Teatro alla Scala di Milano, in un allestimento con le coreografie, i costumi e le scenografie originali. Roberto Bolle danzava nel ruolo di Quasimodo e accanto a lui sul palco ballavano anche Natal'ja Osipova (Esmeralda), Eris Nezha (Phoebus) e Mick Zeni (Frollo). L'allestimento ricevette recensioni positive e particolarmente lodata fu la performance dell'Osipova.

## Trama
Mentre il popolo festeggia il carnevale, Quasimodo, il campanaro deforme di Notre-Dame, viene incoronato Re dei folli, mandando così su tutte le furie Claude Frollo, arciprete della cattedrale e protettore del campanaro. Le danze gitane della zingara Esmeralda distraggono i due uomini e li fanno innamorare di lei. Frollo ordina a Quasimodo di rapire Esmeralda, ma quando lo fa le intenzioni del campanaro cambiano e l'uomo finisce per proteggere la giovane dai mendicanti all'attacco. Phoebus, capitano degli arcieri reali, arresta Quasimodo per il tentato rapimento e il campanaro viene messo alla gogna, dove sopporta le ingiurie della folla ma suscita la compassione di Esmeralda. Anche Phoebus, come Frollo, desidera Esmeralda e ha un incontro clandestino con lei durante il quale viene pugnalato da Frollo. Esmeralda viene quindi arrestata, processata per l'omicidio del capitano e condannata a morte, ma salvata all'ultimo minuto dalla forca da Quasimodo. Frollo tuttavia riesce a mettere nuovamente le mani sulla zingara e questa volta neanche il campanaro riesce a risparmiargli l'esecuzione. Folle per il dolore, Quasimodo strangola Frollo e porta via il corpo esanime di Esmeralda.